# Vildandshopen
Vildandshopen eller Messier 11 (M11) även känd som NGC 581, är en öppen stjärnhop i stjärnbilden Skölden. Stjärnhopen upptäcktes 1681 av Gottfried Kirch och Charles Messier lade till den i sin katalog över diffusa objekt 1764. Dess populära namn relaterar till de ljusare stjärnorna som bildar en triangel som kan likna en flygande flock änder (eller, från andra vinklar, en badanka). Hopen ligger strax öster om mittpunkten av Sköldens stjärnmoln.

## Egenskaper
Vildandshopen är en av de rikaste och mest kompakta av de kända öppna stjärnhoparna. Den är även en av de mest massiva öppna hoparna som är kända, och har studerats i stor utsträckning. Dess ålder har uppskattats till cirka 316 miljoner år. Kärnradien är 1,23 pc medan tidvattenradien är 29 pc. Uppskattningarna av stjärnhopens massa varierar från 3 700 till 11 000 solmassor, beroende på vilken metod som tillämpats. Den ljusaste stjärnorna i hopen är av skenbar magnitud 8 och den har 870 medlemmar av minst magnitud 16,5. Den har en integrerad absolut magnitud på –6,5 och en visuell fördunkling på 1,3.
Messier 11 är metallrik med ett järnöverskott av [Fe/H] = 0,17±0,04 dex. Trots dess låga ålder visar den en förstärkning av Alfa-processelementen. Möjligen beror detta på ett tillskott till dess ursprungliga molekylmoln från en närliggande supernovaexplosion av typ II. Minst nio variabla stjärnor har identifierats med stor sannolikhet, plus 29 med lägre sannolikhet. Bland de förstnämnda ingår två förmörkelsevariabler. Stjärnhopen ligger 6 800 pc från Vintergatans centrum, nära det galaktiska planet, och är inte långt från dess födelseplats.

## Galleri

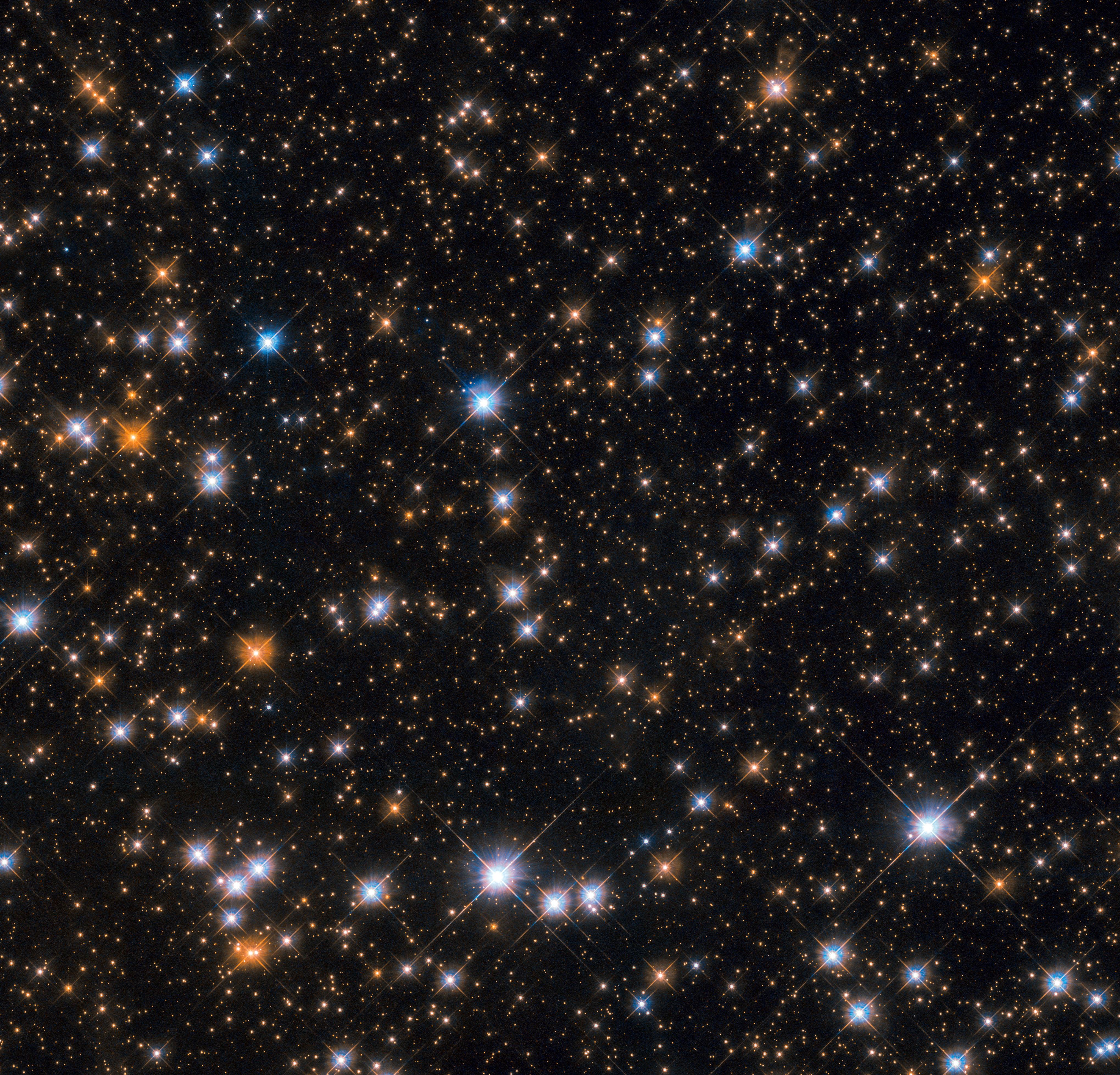
En del av M11, avbildad av Hubbleteleskopet.
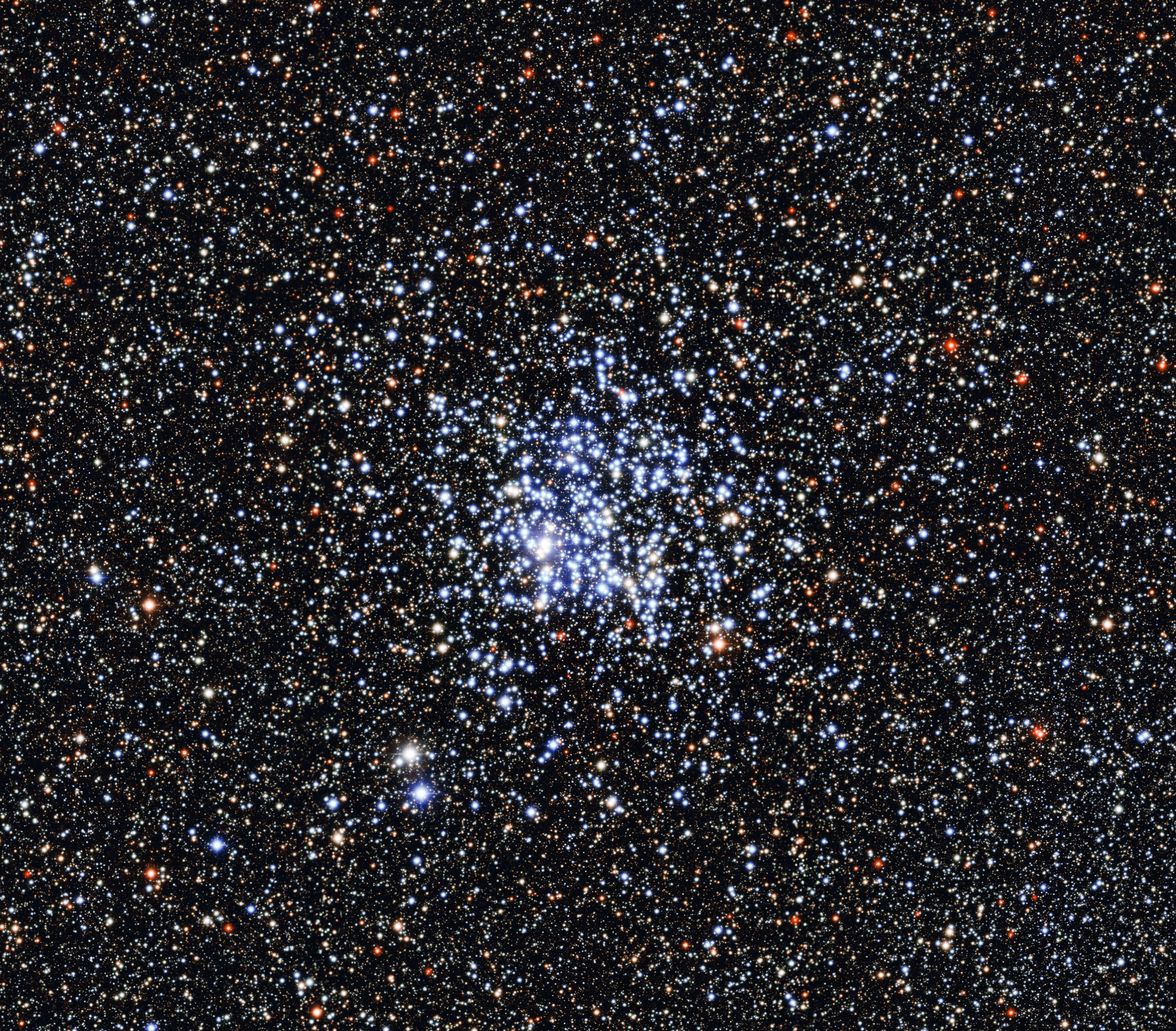
De blå stjärnorna i bildens centrum är de unga heta stjärnorna i stjärnhopen.
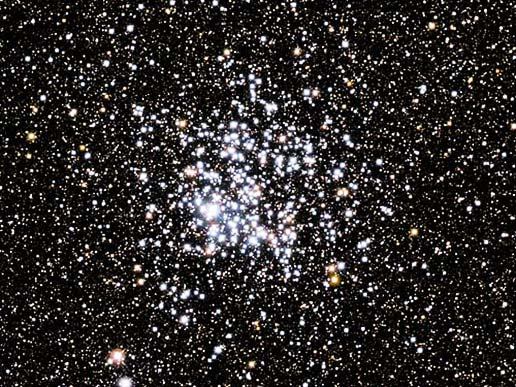
M11 kan observeras i stjärnbilden Skölden med handkikare.